# Tömörfejűek
A tömörfejűek (Holocephali) a porcos halak (Chondrichthyes) osztályának egy alosztálya. Jelenkori képviselőik a tengerimacska-alakúak (Chimaeriformes) rendjébe tartoznak.

## Rendszerezés
- † Psammodontiformes Obruchev, 1953
- † Cochliodontiformes Obruchev, 1953
- † Helodontiformes Patterson, 1965
- † Iniopterygiformes Cappetta et al., 1993
- † Chondrenchelyiformes Stahl, 1999
- † Menaspiformes Stahl, 1999
- † Copodontiformes Stahl, 1999
- † Squalorajiformes Delsate et al., 2002
- Tengerimacska-alakúak Chimaeriformes Obruchev, 1953